# Holk

Abbildung eines Holks im Wappen von Beidenfleth

Der mittelalterliche Segelschiffstyp Holk oder Hulk bezeichnet ein in der Regel relativ breit und flachbödig gebautes Schiff, das nur einen flachen Balkenkiel besitzt.
Das Wort Holk/Hulk für einen Schiffstyp wurde in der Geschichte unterschiedlich verwendet.
Zunächst bezeichnete es – besonders im westlichen Mitteleuropa – zum Ende der Römerzeit und im Mittelalter ein vom Land aus gezogenes (getreideltes) Flussschiff mit flachem Boden. 
Ein entsprechendes Schiff aus der Zeit um 800 wurde beispielsweise bei Utrecht gefunden. Münzen aus Dorestad mit der Darstellung des Holks und der Aufschrift „Dorestatus“ zeigen das Schiff.
Um das Jahr 1000 wurden in englischen Zolllisten Keels und Hulks unterschieden, die beide den gleichen Zoll zu zahlen hatten. Ein Siegel der Stadt Hulkesmouth aus dem Jahr 1295 bezeichnet das darauf dargestellte, äußerlich koggenähnliche Schiff ausdrücklich als Hulk. Damals waren Holke mit etwa 50–60 Lasten (100–120 Tonnen Tragfähigkeit) eher kleiner als Koggen, zogen aber im 14. Jahrhundert größenmäßig gleich. 
Im 15. Jahrhundert erreichten Holke eine Tragfähigkeit von bis zu 350 Tonnen. Sie stellten hinsichtlich der Bauweise eine Mischform aus Kogge und dem traditionellen Holk dar und kombinierten den Kiel der Kogge mit dem breiteren, rundlicheren Rumpf der hergebrachten Holke. Die Beplankung erfolgte seitlich in Klinkerbauweise, der Schiffsboden war vielfach in Kraweelbauweise ausgeführt. Die Vor- und Achterkastelle waren vom Rumpf aus durchgehend beplankt hochgezogen.  
Neben dem einmastigen Grundtyp traten auch Zweimaster und Dreimaster auf. Dieser Schiffstyp stellte im 15. Jahrhundert einen wichtigen Teil der Handelsflotte der Hanse dar und ersetzte mit ihren verstärkten Vorderkastellen und mindestens einem Mars, also einem geschützten Mastkorb, die Kogge als Kriegsschiff.
Der Holk wurde ab dem Ende des 15. Jahrhunderts zunehmend vom Kraweel abgelöst.